# Eden Riegel

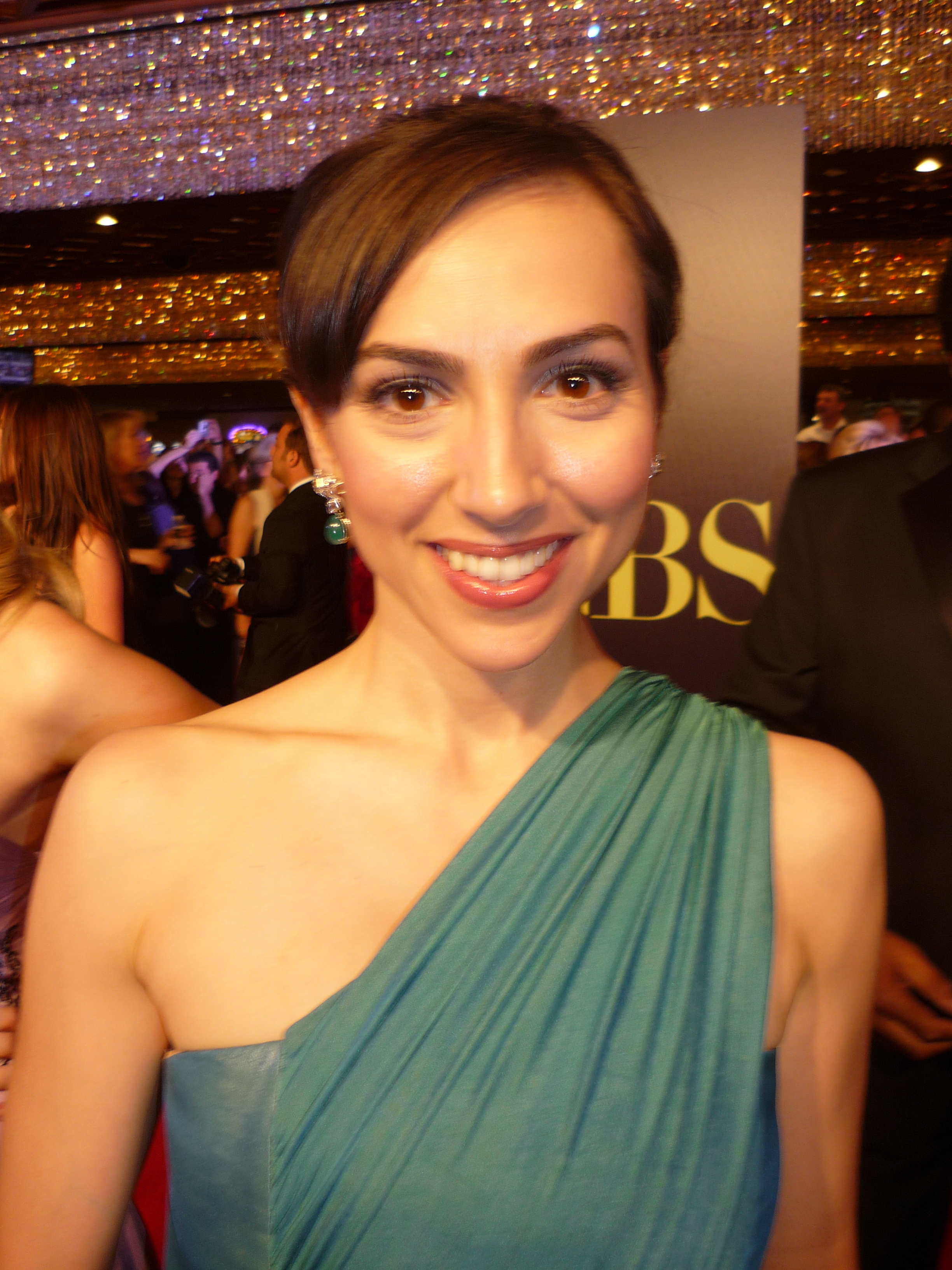
Eden Riegel (2010)

Eden Sonja Jane Riegel (* 1. Januar 1981 in Washington, D.C.) ist eine US-amerikanische Schauspielerin.

## Leben
Riegel wurde 1981 in Washington, D.C. geboren. Sie wuchs in einer Vorstadt von Washington in Virginia auf. Riegel graduierte an der Professional Children’s School und besuchte die Harvard University, wo sie Rechtswissenschaften studierte. Sie brach später das Studium ab. Von Juli 2000 bis Februar 2005 spielte sie die Rolle der fiktiven Figur Bianca Montgomery in der US-amerikanischen Seifenoper All My Children. In dieser Rolle spielte sie das Coming Out des Charakters. Zu jener Zeit war die Rolle der Bianca Montgomery die einzige lesbische Figur in einer US-amerikanischen täglich ausgestrahlten Seifenoper. 2003 schrieb Eden Riegel gemeinsam mit der Schauspielerin Olga Sosnovska (in der Rolle Lena Kundera) US-amerikanische Fernsehgeschichte, als sie erstmals in einer täglich erscheinenden Fernsehserie einen lesbischen Kuss austauschten.
Neben ihrer Rolle in der Seifenoper All My Children, in der sie nach 2005 zeitweise in einigen Episoden wieder zu sehen war, trat Riegel in verschiedenen abendlichen Fernsehshows auf. In weiteren Nebenrollen war Riegel in As the World Turns als AIDS-Patientin, in Law & Order sowie in American Pie – Wie ein heißer Apfelkuchen zu sehen.
Riegel heiratete im September 2007 Andrew Miller. Sie ist die jüngere Halbschwester der Filmeditorin Tatiana S. Riegel.

## Filmografie
- 1992: Kevin – Allein in New York (Home Alone 2: Lost in New York)
- 1993: Best Learning Songs Video Ever! (Stimme)
- 1993: Best Busy People Video Ever! (Stimme)
- 1994: The Frog King
- 1994: Best Sing-Along Mother Goose Video Ever! (Kurzfilm, Stimme)
- 1994: Best Silly Stories and Songs Video Ever! (Kurzfilm, Stimme)
- 1995, 1997: New York Undercover (Fernsehserie, zwei Folgen)
- 1996: Duo: The True Story of a Gifted Child with Down Syndrome (Kurzfilm)
- 1997: Law & Order (Fernsehserie, eine Folge)
- 1998: Der Prinz von Ägypten (The Prince of Egypt, Stimme)
- 1999: American Pie – Wie ein heißer Apfelkuchen (American Pie)
- 1999: Henry Hill
- 2000–2010, 2013: All My Children (Fernsehserie, 268 Folgen)
- 2001: Semmelweis (Kurzfilm)
- 2004: American Dreams (Fernsehserie, eine Folge)
- 2004: Hi no tori (Fernsehserie, Stimme)
- 2004–2005: Liebe, Lüge, Leidenschaft (One Life to Live, Fernsehserie, drei Folgen)
- 2008: Cooking to Get Lucky (Fernsehserie, fünf Folgen)
- 2008–2009: Bleach (Fernsehserie, 17 Folgen)
- 2008–2009: Imaginary Bitches (Fernsehserie, 14 Folgen)
- 2008–2010: Yuna & Stitch (スティッチ！, Fernsehserie, 12 Folgen)
- 2009: Year One – Aller Anfang ist schwer (Year One)
- 2009: Fainaru Fantajî XIII (VS, Stimme)
- 2010: Dead or Alive Paradise (VS, Stimme)
- 2010: ACME Saturday Night (Fernsehserie, eine Folge)
- 2010: Iris Expanding (Fernsehfilm)
- 2010: Castle (Fernsehserie, eine Folge)
- 2010: Iron Man (Fernsehserie, 11 Folgen, Stimme)
- 2010–2011: Schatten der Leidenschaft (The Young and the Restless, Fernsehserie, 126 Folgen)
- 2011: Monster of the House (Fernsehfilm)
- 2011: Dead or Alive Dimensions (VS, Stimme)
- 2011: Le tableau (Stimme)
- 2011: Fainaru fantajî XIII-2 (VS, Stimme)
- 2012: Resident Evil: Operation Raccoon City (VS, Stimme)
- 2012: Navy CIS (NCIS, Fernsehserie, eine Folge)
- 2012: Persona 4 Golden (VS, Stimme)
- 2012: Gekijouban Tiger & Bunny: The Beginning (Stimme)
- 2012: Dead or Alive 5 (VS, Stimme)
- 2012: Baiohazâdo 6 (VS, Stimme)
- 2012: Call of Duty: Black Ops II (VS, Stimme)
- 2012: Trauma Team
- 2013: Monday Mornings (Fernsehserie, eine Folge)
- 2013: The Morning After (Kurzfilm)
- 2013: Saints Row IV (VS, Stimme)
- 2013: The Royalty Club (Fernsehserie)
- 2014: Hawaii Five-0 (Fernsehserie, eine Folge)
- 2014: Teacher of the Year
- 2014: Criminal Minds (Fernsehserie, eine Folge)
- 2022: Blond

## Auszeichnungen
2005 erhielt sie den Daytime Emmy Award für ihre Rolle der fiktiven Figur Bianca Montgomery in der US-amerikanischen Fernsehserie All My Children.
Ebenso erhielt sie den Soap Opera Digest Awards als Outstanding Younger Lead Actress für ihre Rolle in All My Children.